# Paraphysornis brasiliensis
Paraphysornis brasiliensis (лат.) — вид вымерших хищных нелетающих птиц из подсемейства  Brontornithinae семейства фороракосовых. Типовой и единственный вид в роде Paraphysornis. Птицы жили во времена олигоцена (28,4—23,03 млн лет назад) в Южной Америке.
Вид описан в 1982 году как Physornis brasiliensis по голотипу DGM 1418-R, представляющему собой частичный скелет, найденный в олигоценовом горизонте формации Tremembé (штат Сан-Паулу, Бразилия). В 1993 году его выделили в новый род Paraphysornis.
Рост птицы составлял около 2 метров, а длина черепа — до 60 см.